# Kaschon
Kaschon (italienisch Casone) ist ein Weiler in Südtirol, der zwischen St. Valentin auf der Haide und dem Reschensee in der Gemeinde Graun im Vinschgau liegt. Kaschon befindet sich im Vinschger Oberland, dem höchstgelegenen Abschnitt des Etschtals. Der Ort erstreckt sich über circa 600 Meter, besteht aus Außerkaschon, Mitterkaschon und Innerkaschon und ist in erster Linie durch alte Bauernhäuser mit Scheunen geprägt. In Innerkaschon befindet sich die zur Pfarre St. Valentin gehörende Florianskapelle und eine alte Wassermühle.
Der Weiler befindet sich auf 1550 Meter und ist ein guter Aussichtspunkt auf St. Valentin auf der Haide und auf Graun sowie den Haidersee und den Reschensee.
Koordinaten: 46° 46′ N, 10° 32′ O